# 1916 في المملكة المتحدة
فيما يلي قوائم الأحداث التي وقعت خلال عام 1916 في المملكة المتحدة.

## أحداث
- 24 أبريل – رحلة الجيمس كايرد

## سياسة

### تعيين في المنصب
- 15 مايو – جورج كرزون Secretary of State for Air [الإنجليزية]‏.
- 6 يونيو – ديفيد لويد جورج وزير الدولة لشؤون الحرب [الإنجليزية]‏،رئيس وزراء المملكة المتحدة.
- 10 ديسمبر – آرثر جيمس بلفور وزير الدولة للشؤون الخارجية وشؤون الكومنولث [الإنجليزية]‏.
- 10 ديسمبر – أندرو بونار لو مستشار الخزانة.

### انتهاء فترة المنصب
- 18 يناير – هربرت صموئيل Postmaster General of the United Kingdom [الإنجليزية]‏.
- 5 يونيو – هربرت كتشنر وزير الدولة لشؤون الحرب [الإنجليزية]‏.
- 9 يوليو – ديفيد لويد جورج Minister of Munitions [الإنجليزية]‏،وزير الدولة لشؤون الحرب [الإنجليزية]‏.
- 5 ديسمبر – هربرت أسكويث رئيس وزراء المملكة المتحدة، زعيم مجلس العموم [الإنجليزية]‏.

## كتب
من الكتب التي صدرت هذه السنة في المملكة المتحدة:
- 1 يناير – الرداء الأخضر من تأليف جون بوشان.

## مواليد

### مارس
- 11 مارس – هارولد ويلسون

### مايو
- 8 مايو – هاري هيل درّاج طريق من المملكة المتحدة.
- 31 مايو – برنارد لويس

### يونيو
- 4 يونيو – بيرتن جونسون لاعب ومدرب كرة قدم إنجليزي.
- 8 يونيو – فرنسيس كريك
- 21 يونيو – جوزيف بامفورد رجل أعمال من المملكة المتحدة.

### يوليو
- 9 يوليو – إدوارد هيث
- 30 يوليو – ديك ويلسون ممثل أمريكي.

### أغسطس
- 5 أغسطس – آرثر ويلر متسابق دراجات نارية من المملكة المتحدة.

### سبتمبر
- 13 سبتمبر – روالد دال
- 17 سبتمبر – ماري ستيوارت
- 28 سبتمبر – بيتر فينش

### نوفمبر
- 18 نوفمبر – ديفيد بيتس فيزيائي من المملكة المتحدة.

### ديسمبر
- 5 ديسمبر – فرد وايت لاعب كرة قدم من المملكة المتحدة.
- 19 ديسمبر – آلان والش
- 28 ديسمبر – نويل جونسون ممثل بريطاني.
- 28 ديسمبر – نيلي لاندري

## وفيات

### يناير
- 1 يناير – فيكتور هايوارد (مواليد 1888) مستكشف من المملكة المتحدة.
- 30 يناير – كليمنتس ماركهام (مواليد 1830) مستكشف بريطاني.

### مايو
- 1 مايو – وليام فولك (مواليد 1874) لاعب كرة قدم إنجليزي.
- 12 مايو – جيمس كونولي (مواليد 1868)

### يونيو
- 12 يونيو – سيلفانوس طومسون (مواليد 1851)

### يوليو
- 16 يوليو – فيكتور هورسلي (مواليد 1857)
- 22 يوليو – إدغار سميث (مواليد 1847)
- 23 يوليو – وليام رامزي (مواليد 1852)

### أكتوبر
- 22 أكتوبر – هيربرت كيلبن (مواليد 1870) لاعب كرة قدم.

### ديسمبر
- 21 ديسمبر – دانيال أوليفر (مواليد 1830) عالم نبات بريطاني.